# Carlos Hugo Christensen
Carlos Hugo Christensen (Santiago del Estero, 15 de diciembre de 1914-Río de Janeiro, 30 de noviembre de 1999) fue un destacado guionista y director de cine argentino. Realizó numerosas películas en su país de origen, al igual que en Chile, Perú, Venezuela y Brasil, donde se radicó desde la década de 1950. Aún estaba en plena actividad en este último país, en el momento de su muerte, en 1999.

## Biografía
Nacido en Santiago del Estero, Christensen, de ascendencia judío-danesa por parte paterna. Comenzó una relación con el cine que seguiría hasta su muerte cuando a los doce años su padre le regaló un pequeño proyector con una única y cortísima película que exhibió numerosas veces tanto para sí como para sus amigos. Luego se mudó a Buenos Aires con su familia, cursó los estudios secundarios en el Colegio Nacional Belgrano e ingresó en la Facultad de Filosofía y Letras. A los 16 años organizó y dirigió, en un cine de Lomas de Zamora, un espectáculo musical con alumnos de su ex escuela primaria, y más adelante empezó a escribir en verso y en prosa. Luego publicó algunos pequeños libros y varios artículos en la revista El Hogar y bajo la jefatura del dramaturgo Samuel Eichelbaum ejerció la crítica cinematográfica en una publicación.
Christensen dirigió cincuenta y cuatro largometrajes, algunos de los cuales se consideran obras maestras de lo que se conoce como la época dorada del cine argentino. Si Muero antes de despertar ('If I Should Die Before I Wake) y No abras nunca esa puerta (Never Open That Door), formaron parte de una retrospectiva en el Museo de Arte Moderno de Nueva York en 2016. En ambas películas, conocidas por su exquisita fotografía, Christensen contó con la ayuda del reputado director de fotografía Pablo Tabernero.
A mediados de la década de 1950 se trasladó a Brasil, donde estableció su propio estudio cinematográfico, Carlos Hugo Christensen Produções Cinematográficas.
En 1956, regresó a Argentina tras la caída del gobierno, donde trabajó en el movimiento de recuperación del cine argentino. Pero los años de conflicto dejaron su huella en toda la clase obrera, y el cine no estuvo exento de ello. Algunos profesionales lucharon denodadamente para evitar que cuestiones políticas e ideológicas contaminaran los órganos de representación laboral, pero fue una lucha sin gloria. Sin éxito en su empeño, se instaló definitivamente en Brasil. Realizó una trilogía dedicada a Río de Janeiro en los años 50 y 60, «Meus amores do Rio» (1957), «Esse Rio que eu amo» (1961) y «Crônica da cidade amada» (1965).
El 30 de noviembre de 1999 falleció como consecuencia de un ataque cardíaco en su domicilio de Río de Janeiro, dejando sin completar el filme La casa de azúcar, basado en un cuento de Silvina Ocampo que estaba dirigiendo. Desde 1947, estaba casado con la actriz argentina Susana Freyre y era abuelo de la actriz Paula Christensen.

## Trayectoria en el cine
Trabajando en la radiofonía (en Radio Splendid) conoció a César Guerrico, que estaba a cargo de los estudios Lumiton, y por su intermedio ingresó en esa productora e inició en ella un aprendizaje como ayudante en contacto con las primeras figuras del espectáculo de ese momento, poniendo en ello la pasión, interés e intuición que nunca lo abandonaría. En 1939 dirigió su primera película, El buque embotellado que no fue exhibida. La siguiente El inglés de los güesos, protagonizada por Arturo García Buhr y Anita Jordán fue en 1940 y tuvo el elogio de la crítica y el entusiasmo del público. A partir de allí comenzó una carrera que transitaría por los más diversos géneros, incluyendo la adaptación de clásicos literarios, las comedias sobre las desventuras matrimoniales, los melodramas con carga erótica y excelentes temáticas policiales. Muy cuidadoso en la fotografía y también en la dirección de actores.
Si bien sus primeros títulos alternaban lo apicarado con lo convencional, posteriormente la fuerte garra dramática de Christensen se puso de relieve en Safo, historia de una pasión (1943); El ángel desnudo (1946), en el que mostró a una sensual Olga Zubarry; Los pulpos (1947), o Los verdes paraísos (1947). En el género policial se destacó con La muerte camina en la lluvia (1948), La trampa, No abras nunca esa puerta y Si muero antes de despertar.
La audacia de varias de sus películas y su temperamento le ocasionaron conflicto con los organismos fiscalizadores de la moral y las buenas costumbres. Entre 1949 y 1951 vivió en Venezuela, donde filmó El demonio es un ángel y La balandra Isabel llegó esta tarde, esta última basada en el cuento de Guillermo Meneses, con la que ganaría el premio a la mejor fotografía en el Festival de Cannes de 1951. Posteriormente siguió su carrera en México y en Chile, hasta radicarse en Brasil, donde siguió trabajando y residiendo hasta su muerte. En Brasil filmó en 1958 Amor para Três, remake de La señora de Pérez se divorcia y Matemática Zero, Amor Dez, remake de La pequeña señora de Pérez.

## Filmografía
Como director
- El buque embotellado (inédita 1939)
- El inglés de los güesos (1940)
- Águila Blanca (1941)
- Los chicos crecen (1942)
- Noche de bodas (1942)
- Locos de verano(1942)
- La novia de primavera (1942)
- Dieciséis años (1943)
- Safo, historia de una pasión (1943)
- La pequeña señora de Pérez (1944)
- La señora de Pérez se divorcia (1945)
- El canto del cisne (1945)
- Las seis suegras de Barba Azul (1945)
- El ángel desnudo (1946)
- Adán y la serpiente (1946)
- La dama de la muerte (1946) (Chile)
- Con el diablo en el cuerpo (1947)
- Los verdes paraísos (1947)
- La muerte camina en la lluvia (1948)
- Los pulpos (1948)
- Una atrevida aventurita (1948)
- La trampa (1949)
- ¿Por qué mintió la cigüeña? (1949)
- El demonio es un ángel (1950) (Filmada en Venezuela)
- La balandra Isabel llegó esta tarde (1950) (Filmada en Venezuela)
- No abras nunca esa puerta (1952)
- Si muero antes de despertar (1952)
- Un ángel sin pudor (1953)
- Armiño negro (1953)
- María Magdalena (1954)
- Leonora dos Sete Mares (1955)
- Mãos Sangrentas (1955)
- Amor para Três (1958)
- Matemática Zero, Amor Dez (1958)
- Meus Amores no Rio (1959)
- Esse Rio que Eu Amo (1960)
- O Rei Pelé (1962)
- Bossa Nova (1964)
- Crônica da Cidade Amada (1964)
- Viagem aos Seios de Duília (1964)
- O Menino e o Vento (1967)
- Como Matar um Playboy (1968)
- Anjos e Demônios (1970)
- Uma Pantera em Minha Cama (1971)
- Caingangue (1973)
- Enigma para Demônios (1975)
- A Mulher do Desejo (1975)
- A Morte Transparente (1978)
- A Intrusa (1979)
- Runnin' After Love (1980)
- ¿Somos? (1982)
- A Casa de Açúcar (1996)

Como guionista
- El inglés de los güesos (1940)
- Los chicos crecen (1942)
- El ángel desnudo (1946)
- La muerte camina en la lluvia (1948)
- La trampa (1949)
- La balandra Isabel llegó esta tarde (1950)
- María Magdalena (1954)
- Leonora dos Sete Mares (1955)
- Mãos Sangrentas (1955)
- Matemática Zero, Amor Dez (1958)
- Meus Amores no Rio (1959)
- Esse Rio que Eu Amo (1960)
- Crônica da Cidade Amada (1964)
- Viagem aos Seios de Duília (1964)
- O Menino e o Vento (1967)
- Como Matar um Playboy (1968)
- Anjos e Demônios (1970)
- Uma Pantera em Minha Cama (1971)
- Caingangue (1973)
- Enigma para Demônios (1975)
- A Mulher do Desejo (1975)
- A Morte Transparente (1978)
- A Intrusa (1979)
- ¿Somos? (1982)
- A Casa de Açúcar (1996)

Como productor
- Paraíso robado (1951)
- Meus Amores no Rio (1959)
- Esse Rio que Eu Amo (1960)
- Crônica da Cidade Amada (1964)
- Viagem aos Seios de Duília (1964)
- O Menino e o Vento (1967)
- Como Matar um Playboy (1968)
- Anjos e Demônios (1970)
- Uma Pantera em Minha Cama (1971)
- Enigma para Demônios (1975)
- A Mulher do Desejo (1975)
- A Morte Transparente (1978)
- A Intrusa (1979)

Como actor
- Meus Amores no Rio (1959)